# Hernán Alvarado Solano
Hernán Alvarado Solano (* 26. Januar 1946 in Santafé de Bogotá; † 31. Januar 2011 in Bogotá) war ein kolumbianischer Geistlicher und Apostolischer Vikar von Guapi.

## Leben
Hernán Alvarado Solano studierte nach seinem Abitur am Kleinen Seminar in Zipaquirá, Philosophie im Priesterseminar in Ibagué und Theologie am Seminar von Bogotá. Er empfing am 4. Dezember 1971 die Priesterweihe für das Bistum Zipaquirá. An der Päpstlichen Katholischen Universität von Chile studierte er Kommunikationswissenschaften.
Am 13. Februar 2001 wurde er von Papst Johannes Paul II. zum Titularbischof von Tubunae in Mauretania ernannt und zum Apostolischen Vikar des Apostolischen Vikariats Guapi südwestlich von Bogotá bestellt. Die Bischofsweihe spendete ihm der Bischof von Zipaquirá, Jorge Enrique Jiménez Carvajal CIM, am 24. März desselben Jahres; Mitkonsekratoren waren Erzbischof Beniamino Stella, Apostolischer Nuntius in Kolumbien, und Daniel Caro Borda, Weihbischof im Erzbistum Bogotá.